# NGC 837
NGC 837 este o galaxie spirală situată în constelația Balena. A fost descoperită în 1886 de către Francis Leavenworth. Se află la o distanță de 84,72 de megaparseci de Pământ.